# Narancsjázmin
A narancsjázmin vagy narancsvirágfa (Murraya paniculata) a szappanfavirágúak (Sapindales) rendjébe, ezen belül a rutafélék (Rutaceae) családjába tartozó trópusi, örökzöld növényfaj. Díszfaként is elterjedt, további ismert neve kínai mirtusz.

## Előfordulása
Kínában, Indiában és Ausztráliában is őshonos.